# Felix Aerts
Felix Hubert Aerts (* 4. Mai 1827 in Sint-Truiden; † 9. November 1888 in Nivelles) war ein belgischer Violinist und Komponist.

## Leben
Felix Aerts studierte am Brüsseler Konservatorium bei Charles Hanssens. Nach seinem Studium ging er als Leiter des Theaterorchesters nach Tournai und darauf nach Paris. 1862 kehrte er nach Belgien zurück, um als Musiklehrer an einer Normalschule in Nivelles zu wirken. Er wirkte dort gleichzeitig als Dirigent der Société Sainte-Cécile.

## Werke (Auswahl)
Er veröffentlichte eine Elementarmusiklehre und Abhandlungen über Gregorianischen Choral. Als Komponist schuf er Arien, Romanzen und Fantasien für Orchester also Kammer- und Orchestermusik.
- Le Repos de minuit, Quadrille für Harmonie, Lafleur, Paris, 1855 OCLC 843193367
- Souris, Reine de Mabille, Polka, Carnaud, Paris, 1855 OCLC 843193370
- Le Signal de la danse, Quadrille du concert, Tondu, Paris, 1856 OCLC 843193369
- L'Hirondelle, Polka, Tondu, Paris, 1857 OCLC 843193350
- Les Heureux du siècle, Quadrille, Paris, Lafleur, Paris, 1858 OCLC 843193349
- Le Bien-aimé,  Quadrille, Tondu, Paris, 1859 OCLC 843193323
- Les Grelots de la folie ou les Dames Demoiselles, Quadrille avec chanson, Tondu, Paris, 1859 OCLC 843193348
- Le Charlatan, Quadrille fanfaron, Lafleur, Paris, 1859 OCLC 843193330
- Irma, Schottisch, d'après les motifs de Mulot, Lafleur, Paris, 1861 OCLC 843193352
- Le Tentateur, Quadrille für Harmonie, Lafleur, Paris, 1861 OCLC 843193372
- Livarda, Schottisch, M. Lassus, Paris, 1866 OCLC 843193357
- Air varié Nr. 4 für Violine und Klavier, August Crantz, Leipzig, 1885 (Digitalisat beim IMSLP)
- Mathilde, Redowa (Tschechischer Tanz) für Klavier, Schott Fréres, Brüssel (Digitalisat beim IMSLP)